# Real Machacamarca
Real Machacamarca ist eine Ortschaft im Departamento Oruro im Hochland des südamerikanischen Anden-Staates Bolivien.

## Lage im Nahraum
Real Machacamarca ist zentraler Ort des Kanton Real Machacamarca im Municipio Belén de Andamarca in der Provinz Sud Carangas. Die Ortschaft liegt auf einer Höhe von 3822 m etwa fünfzig Kilometer westlich des Poopó-Sees auf dem bolivianischen Hochland.

## Geographie
Real Machacamarca liegt am östlichen Rand des bolivianischen Altiplano und westlich der Anden-Gebirgskette der Cordillera Central. Die Region ist geprägt durch ein ausgesprochenes Tageszeitenklima, bei dem die mittleren Temperaturschwankungen zwischen Tag und Nacht stärker ausfallen als im durchschnittlichen Jahresverlauf.
Die mittlere Durchschnittstemperatur der Region liegt bei knapp 9 °C (siehe Klimadiagramm Pampa Aullagas) und schwankt zwischen 4 °C im Juni und Juli und 11 °C in den Sommermonaten von November bis März. Der Jahresniederschlag beträgt weniger als 300 mm, bei einer ausgeprägten Trockenzeit von April bis November mit Monatsniederschlägen unter 15 mm, und einem Höchstwert von 75 mm im Januar.

## Verkehrsnetz
Real Machacamarca liegt in einer Entfernung von 146 Straßenkilometern südwestlich von Oruro, der Hauptstadt des Departamentos. 
Durch Toledo führt die 279 Kilometer lange Nationalstraße Ruta 12, die von Pisiga an der chilenischen Grenze in nordöstlicher Richtung über Sabaya, Huachacalla, Ancaravi nach Toledo und weiter zur Hauptstadt Oruro führt. Von Toledo aus verlaufen unbefestigte Pisten in südlicher Richtung über die weiten Ebenen des Poopó-See nach Andamarca und weiter in westlicher Richtung bis Belén de Andamarca. Von hier sind es noch zehn Kilometer in nordwestlicher Richtung bis Real Machacamarca und von dort weiter nach Cruz de Huayllamarca.

## Bevölkerung
Die Einwohnerzahl der Ortschaft war in den vergangenen beiden Jahrzehnten deutlichen Schwankungen ausgesetzt:
| Jahr | Einwohner | Quelle       |
| ---- | --------- | ------------ |
| 1992 | 284       | Volkszählung |
| 2001 | 229       | Volkszählung |
| 2012 | 315       | Volkszählung |
| 2024 |           | Volkszählung |

Die Region weist einen hohen Anteil an Aymara-Bevölkerung auf, im Municipio Belén de Andamarca sprechen 88,0 Prozent der Bevölkerung die Aymara-Sprache.